# Baralt Fútbol Club
El Baralt FC Fue un club de fútbol profesional venezolano, establecido en la ciudad de Mene Grande del Estado Zulia.

## Participación en los Torneos Profesionales de FVF
Debuta en el Torneo Aspirantes de Venezuela 2006/07 Copa Dr. Adrián Toledo, formando parte del Grupo Occidental 2. en el Apertura 2006 el cuadro baraltense logra ser segundo de su grupo, logrando 19 puntos, solo 2 puntos por debajo de Yaracuyanos FC, solo 1 derrota en todo el semestre y una cantidad de 23 goles anotados y solo 4 recibidos (+19). Para el Clausura 2007, toma el lugar del Deportivo Gulima, luego de que éste (Deportivo Gulima) tomara el lugar del Deportivo Galicia en la Segunda División B de Venezuela. Fue tercero del Grupo Occidental, con un total de 20 puntos, obtenidos mediante 5 triunfos, 5 empates y solo 2 derrotas, obteniendo el ascenso para la Segunda División B de Venezuela para la temporada siguiente.
En la temporada 2007-2008, compite directamente en la Segunda División de Venezuela luego de tomar el cupo de Unión Atlético Maracaibo B, siendo su cupo de Segunda B tomado por Unión Liga Municipal de Valera. En el Apertura 2007 el cuadro del Municipio Baralt fue 3.º del Grupo Occidental con 24 puntos en 16 partidos, y un total de 23 goles anotados durante el semestre. En el Clausura 2008 sería nuevamente tercero del Grupo Occidental, esta vez con 27 unidades producto de 7 victorias, 6 empates y solamente 2 derrotas a lo largo del semestre. Culmina en la tercera colocación de la tabla acumulada del Grupo Occidental, con 51 puntos, lo que le permite permanecer en la categoría de plata para la temporada siguiente.
La temporada 2008-2009 Segunda División Venezolana 2008/09 comenzó con el Torneo Apertura 2008 de ámbito nacional, donde el cuadro baraltense termina en la 13.ª casilla con 15 puntos en 15 partidos, 8 derrotas en todo el semestre y una diferencia de goles de -11 (11 goles a favor y 22 goles en contra). Para el Torneo Clausura 2009 el equipo desiste de participar, por lo que queda penúltimo en la tabla acumulada de la temporada y desciende a la Segunda División B de Venezuela para la temporada siguiente. El equipo desiste de participar la temporada siguiente, y desaparece por problemas económicos de cara a la Segunda División B Venezolana 2009/10.

## Datos Del Club
- Temporadas en 2.ª: 2 (Segunda División Venezolana 2007/08) y (Segunda División Venezolana 2008/09)
- Temporada en el Torneo Aspirantes de Venezuela: 1 (Torneo Aspirantes de Venezuela 2006/07)

## Estadio
El José Encarnación Romero ubicado en Mene Grande es el estadio donde realizaba sus partidos como local.
- Datos: Q8242348